# Berliner Straße (stacja metra)
Berliner Straße - stacja metra w Berlinie na linii U7 i U9, w dzielnicy Wilmersdorf, w okręgu administracyjnym Charlottenburg-Wilmersdorf. Stacja została otwarta w 1971.